# Полотенце

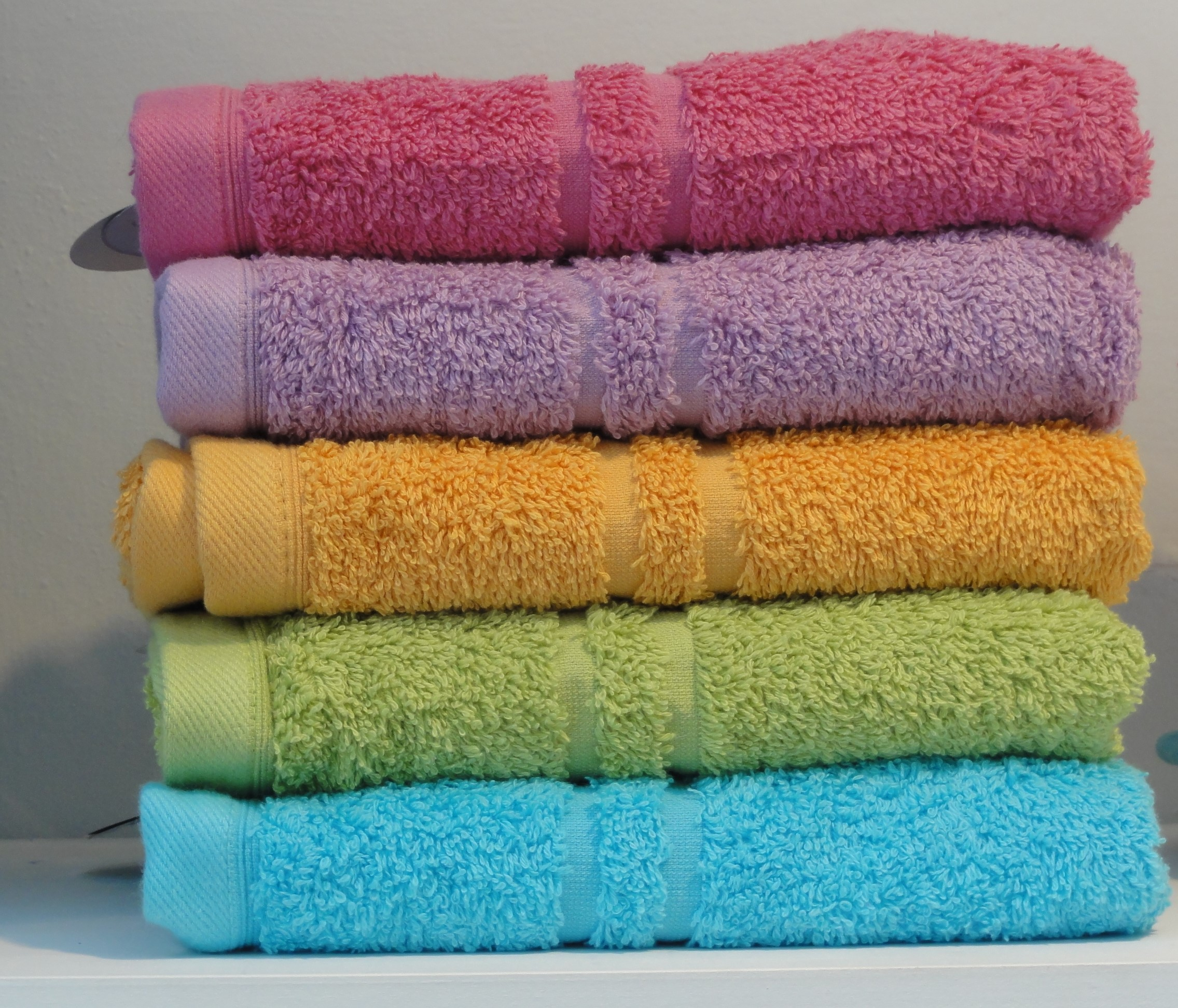
Махровые полотенца

Полоте́нце — изделие из впитывающей ткани или бумаги, обычно в виде прямоугольника; предназначено для высушивания или вытирания предметов и тела человека путём впитывания жидкости с их поверхности при непосредственном контакте.
Для тела в основном используются тканевые махровые полотенца, имеющие в составе преимущественно хлопковые волокна из-за их большой впитывающей способности (доходящей до 300 %) .
Тканевые полотенца относятся к группе штучных текстильных изделий. Текстильные полотенца часто имеют пришитую петлю, с помощью которой их можно повесить на настенные мебельные крючки для использования (раньше рекомендовалось пришивать петлю на обоих концах, чтобы полотенце изнашивалось более равномерно). Кроме крючков, полотенца также могут располагаться в перекинутом через штангу состоянии, и благодаря такому расправленному подвешиванию, быстрее высыхают. Тканевые полотенца могут иметь отделку, такую как кружево, вышивку, аппликации, шелкографию и другие.
Одноразовые полотенца могут изготавливаться как в штучном виде, так и в рулоне, как из бумаги, так и из нетканого материала.

## История

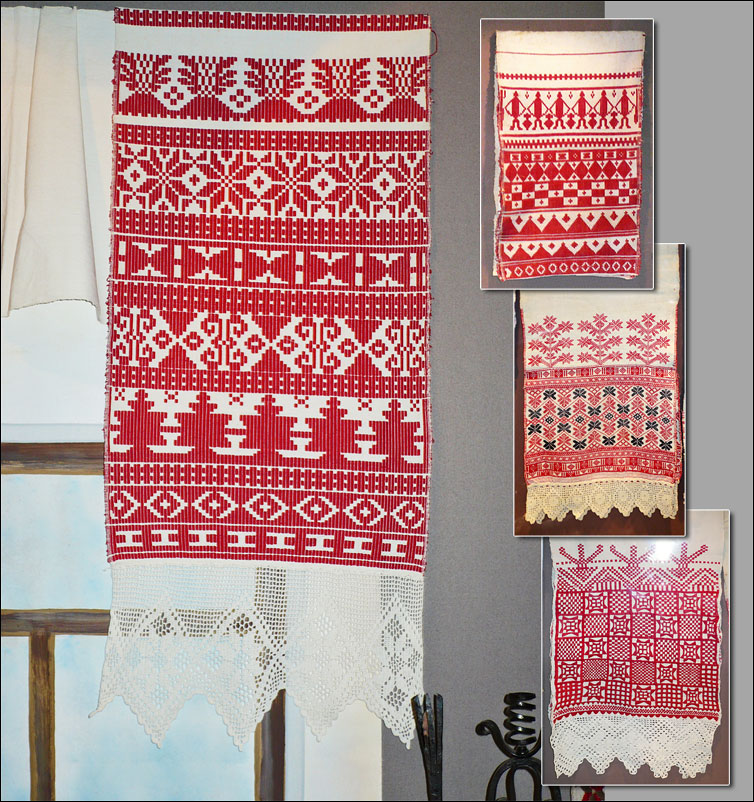
Белгородские рушники

Прототипы первых полотенец обнаруживаются у римлян примерно в I веке нашей эры. В отличие от нынешних, они напоминали коврики, были толстыми и тяжёлыми, назывались мантилью. Они украшали обстановку, поглощали жидкости и приглушали шум.
Первые же полотенца современного вида появились в Турции, и чаще всего производились из хлопка или льна, изредка — из шёлка. Первоначально они использовались для церемониального купания невесты перед свадьбой и других важных событий в её жизни. Они также присутствовали в турецких банях, называемых хамамами. Комплект полотенец состоял из отдельных полотенец для головы, плеч и бёдер. Традиционное турецкое банное полотенце пештамаль лёгкое, впитывающее и быстро сохнет. Его часто ткут вручную в различных узорах (чаще всего в клетку) и расцветках с бахромой. Изначально полотенца были узкими, но со временем стали шире.
С развитием Османской империи спрос на полотенца также увеличился. Изначально они были лишь дополнением к бане при дворе султана. Со временем они становились всё более и более витиеватыми, со многими бахромой, оканчивающейся петлями, иногда они были двойной толщины. Переплетение саржевое (2 на 2).
Современные махровые полотенца были разработаны в Бурсе в XVIII веке (и производятся там до сих пор). Местные ткачи изобрели различные методы изготовления полотенец, первоначально известные по-турецки как хавлы, турецкое слово, обозначающее полотенце (в буквальном значении — «с петлями»).
У восточных славян праздничное полотенце (рушник) традиционно было с вышитым или тканным узором.
До начала XIX века, то есть периода механизации промышленности, текстильные банные полотенца были относительно дорогими, а их производство требовало много времени. С началом массового производства они стали дешевле и доступнее, а представленные на рынке полотенца — более разнообразными. В 1890-х годах более мягкая и впитывающая махровая ткань заменила обычное льняное полотенце.
Бумажные полотенца были изобретены в США в 1931 году Артуром Скоттом.

## Виды полотенец
Полотенца бывают:
- одноразовыми и многоразовыми.

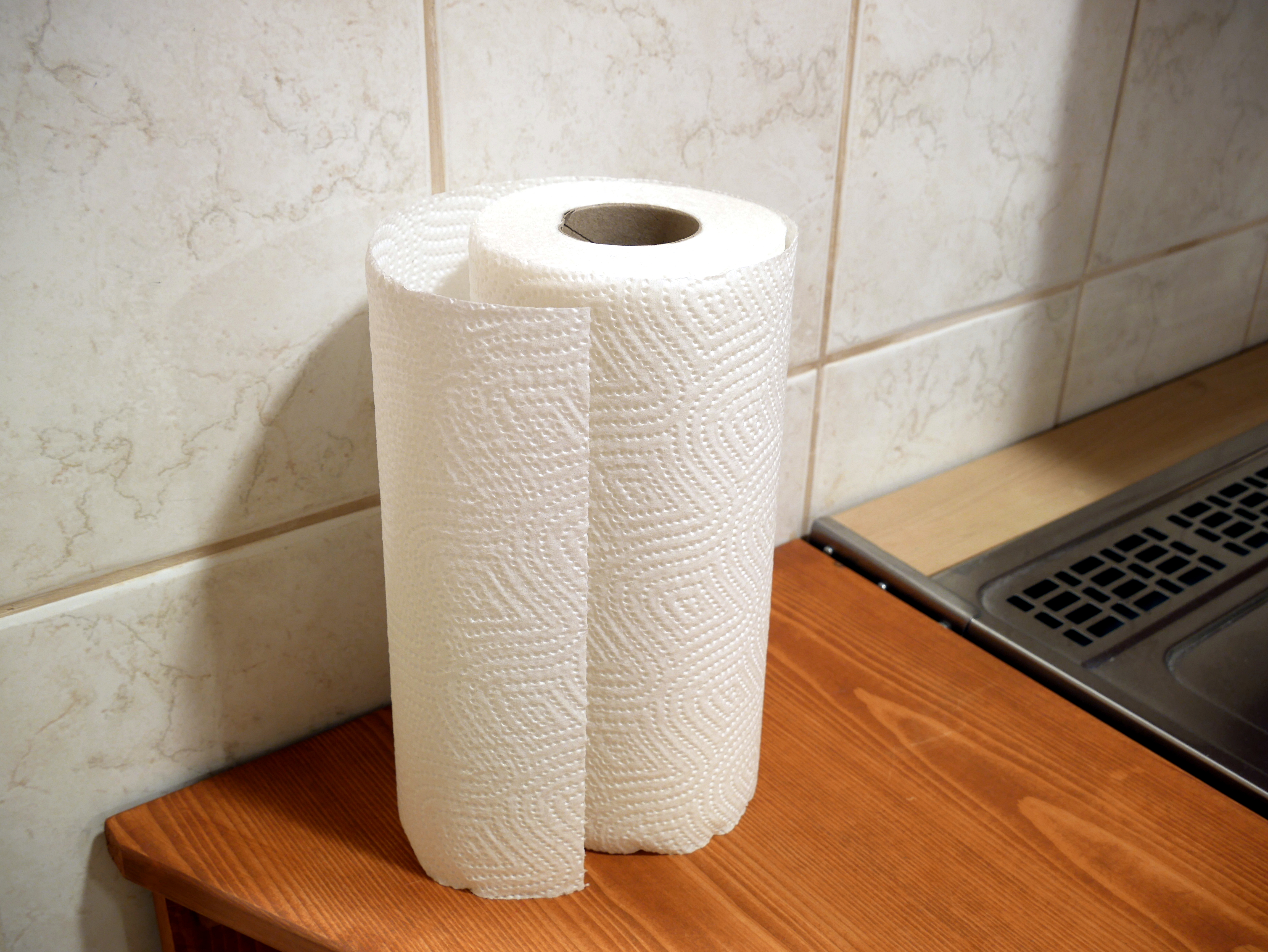
Бумажное полотенце в рулоне

- в зависимости от сырьевого состава различают бумажные, хлопковые, льняные, хлопко-полиэфирные полотенца. В странах Азии для производства дешёвых полотенец используют также бамбуковое волокно
- по назначению выделяют полотенца для рук; полотенца для рук, лица и волос; полотенца для ног; банные полотенца (пляжные полотенца, полотенца для сауны); кухонные полотенца; для прочих целей (обрядовые, декоративные, спортивные, технические и т. д.).
- в зависимости от вида переплетений различают полотенца из тканей полотняного переплетения, мелкоузорчатого, жаккардового, саржевого, атласного и петельного переплетений.

Одноразовое полотенце
Одноразовые бумажные полотенца используются в общедоступных туалетах (офисы, заведения общественного питания, школы, высшие учебные заведения, учреждения здравоохранения и т. п.) из соображений гигиены. В домашних условиях используются для мелких, точных или особо грязных работ по протирке, очистке и сушке. Одноразовые полотенца часто предлагаются в дозаторе для полотенец. В зависимости от того, как работает дозатор для полотенец, используются бумажные полотенца с разным форматом и типом складывания:
- Многослойная укладка. Большие бумажные полотенца индивидуально складываются в несколько редей. Сложенные полотенца затем ложатся друг на друга послойно в дозаторе
- Зигзагообразная укладка: бумажные полотенца сложены Z-образно и лежат как цепочка. Когда верхнее полотенце вынимается из дозатора, лежащее ниже полотенце вынимается автоматически и, следовательно, готово к использованию.
- Комбинированная укладка. Представляет собой комбинацию многослойной и зигзагообразной укладки.
- Рулон: с помощью бумажного рулона бумажные полотенца можно отрывать по отдельности или по нескольку по перфорации, подобно туалетной бумаге.

Полотенца для тела

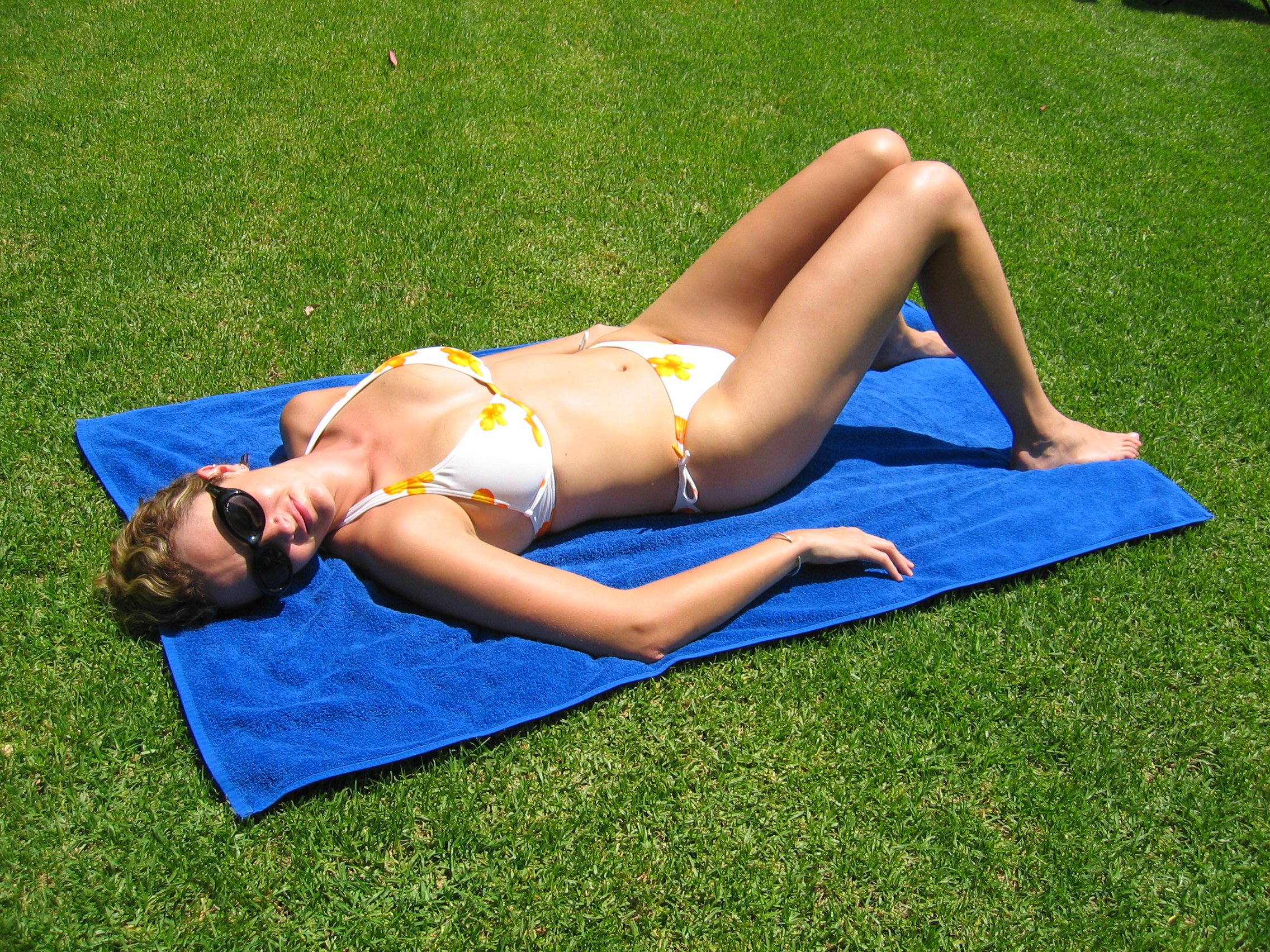
Банное (пляжное) полотенце

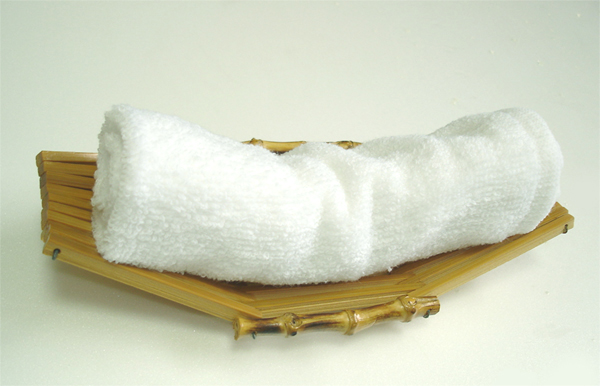
Японские мокрые ошибори на бамбуковой подставке

- Большое банное полотенце (пляжное полотенце, полотенце для сауны) предназначены для использования в бане (сауне) на пляже и бассейне. Обычная форма пляжного полотенца — прямоугольная. Банные полотенца доступны размером от 100 × 150 см, но стандартные размеры составляют примерно 180 см × 100 см[6]. Реже встречаются круглые пляжные полотенца.
  - Обёрточное полотенце — промежуточное между полотенцем и халатом, оснащено застёжкой-липучкой, кнопкой или резинкой, иногда с карманом, пришитым на уголке. Женское обёрточное полотенце длиннее и крепится на уровне подмышек, чтобы прикрыть грудь; мужское крепится на уровне талии.
- Полотенце для рук меньше банного (около 30 × 60 см) и, как следует из названия, используется для сушки рук после мытья.
  - Влажное полотенце ошибори используется в Японии, чтобы вымыть руки перед едой. Его часто дарят посетителям японских баров «идзакая».
- Полотенце для ног — это полотенце размером с полотенце для рук, которым можно не только вытирать ноги, но и накрывать пол в качестве коврика.

Кухонные полотенца
Кухонное полотенце используется для сушки посуды, столовых приборов и т. д. после того, как они были вымыты.
Полотенца прочего использования
Полотенца часто используются не для вытирания (осушения) вещей или людей, а с иными целями:
- для сидения и лежания (в саунах, на пляжах и т. п. случаях)
- для подготовки кожи к бритью в парикмахерских полотенце пропаривают,.
- чтобы зарезервировать шезлонги, например, для принятия солнечных ванн, рядом с бассейнами или аналогичными местами
- полотенце может выступать в качестве одеяла или одежды (в том числе и аварийных), а также в качестве головного убора
- в качестве носовых платков (меньше, чем полотенца для рук, обычно квадратные). В азиатских странах их носят и мужчины, и женщины.
- для обтирания мокрым полотенцем в качестве альтернативы обычным водным процедурам
- для раздачи в качестве сувениров в рекламных целях
- полотенца для символических (ритуальных) целей
  - свадебные полотенца
  - у болельщиков иногда бывает полотенце цвета своей команды
  - полотенце для погребения

Спортивные полотенца
В некоторых видах спорта (например, в теннисе) во время матчей часто используют полотенца, чтобы вытереть пот .
Боксёрское полотенце. В боксе у каждого тренера всегда есть наготове полотенце, чтобы досрочно закончить бой, бросив его на боксерский ринг. Сам боец зачастую не может самостоятельно оторваться от поединка. Чтобы защитить здоровье своего подопечного, полотенце бросают как четко видимый сигнал к прекращению боя.
Махровое полотенце
Под махровым полотенцем обычно понимают полотенце с высокой впитывающей способностью, обычно сотканное из хлопка, на поверхности которого переплетением образуются более или менее плотные мягкие петли или выступы.

## Полотенце в массовой культуре

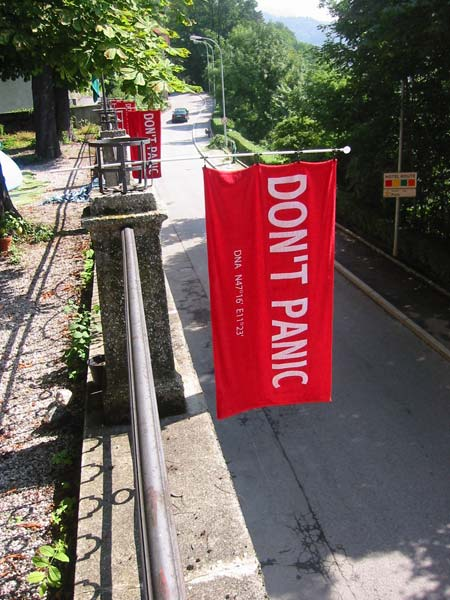
«День полотенца» в Инсбруке

У восточных славян домотканое полотенце с вышитым или вытканным узором называется «рушник». Рушник широко используется в разнообразных обрядовых ситуациях: на похоронах, свадьбе, родинах и крестинах, в календарных обрядах, в магии, народной медицине.
Писатель Дуглас Адамс в фантастическом романе «Автостопом по галактике» описал полотенце как незаменимую для автостопщика вещь. Поклонники творчества Адамса стали отмечать 25 мая день полотенца и носят в этот день с собой полотенце.
У писателя Михаила Булгакова есть рассказ «Полотенце с петухом», в котором полотенце фигурирует как знак благодарности, ценный подарок, от которого нельзя отказаться.